# 그레고리 해리슨
그레고리 해리슨(Gregory Harrison, 1950년 5월 31일 ~ )은 미국의 배우이다.

## 출연 작품
- 사라져버린 - 브래들리 박사 역